# Onderdendam
Onderdendam (Gronings: Onderndaam) is een dorp in de gemeente Het Hogeland. Het ligt ongeveer vier kilometer ten noorden van Bedum in de provincie Groningen in Nederland. In 2023 telde de plaats 460 inwoners. Onderdendam is een beschermd dorpsgezicht.

## Ligging
Onderdendam ligt op een kruispunt van wegen en kanalen en fungeerde daarom lange tijd als centrumplaats. Het Warffumermaar gaat er naar het noorden (Warffum, Baflo), het Boterdiep naar het oosten (Middelstum, Stedum, Uithuizen) en naar het zuiden (Bedum, Groningen), het Kardingermaar naar het zuidoosten (Thesinge) en het Winsumerdiep naar het westen (Winsum, Leens, Ulrum).

## Naam
De oudste vermelding is Uldernadomme (1252). Dit betekent waarschijnlijk 'een in het onland (= moeras) aangelegde dam'. Deze naam heeft een parallel in de naam van de nabijgelegen wierde van Onderwierum, Uldernawerum (1376) of Undernawerum (1386), die kennelijk genoemd is naar hetzelfde onland. De latere naamvorm Onderndamme komt voor het eerst in 1323 voor.
Een andere (populaire maar onwaarschijnlijkere) verklaring werd gegeven in 1828: een dam onder de waterspiegel, een soort kunstmatige voorde of oversteekplaats waar het water overheen kan stromen.

## Geschiedenis
Het dorp heeft vroeger een rechtbank (kantongerecht) en de bijbehorende gevangenis gehad. Het had een notaris en ook het waterschap Hunsingo was in deze plaats in het midden van het Hogeland gevestigd. Het was een tijdlang de hoofdplaats van Hunsingo, en later ook van de gemeente Bedum, maar vreemd genoeg had het tot in het begin van de negentiende eeuw geen eigen kerk. Kerkelijk viel het onder het kerspel Menkeweer. Pas in 1840 werd de Hervormde kerk gebouwd, in 1933 gevolgd door de Gereformeerde kerk. De plaats was dus van enig belang in de regio en had daarom als bijnaam: Lutje n Hoag (Klein den Haag). Nu is alles vertrokken, het waterschap (Noorderzijlvest) verliet in juni 2001 als laatste het dorp.
Steeds meer keert de horeca terug in dit dorp. Zo is er sinds 1993 ook elk jaar het Scheepsjoag'n, een dorpsfeest met als onderdeel het scheepsjoagen, zoals het vroeger ook daadwerkelijk gebeurde door dit dorp.
Onderdendam ligt in het gebied dat te lijden heeft van aardschokken en bodemdaling als gevolg van gaswinning. Een rijksmonument, de herenboerderij De Haver uit 1894 van het Oldambtster type aan de rand van het beschermde dorpsgezicht, werd door schade onbewoonbaar verklaard en om die reden opgekocht door de Nederlandse Aardolie Maatschappij en een instantie van de Rijksoverheid gezamenlijk.

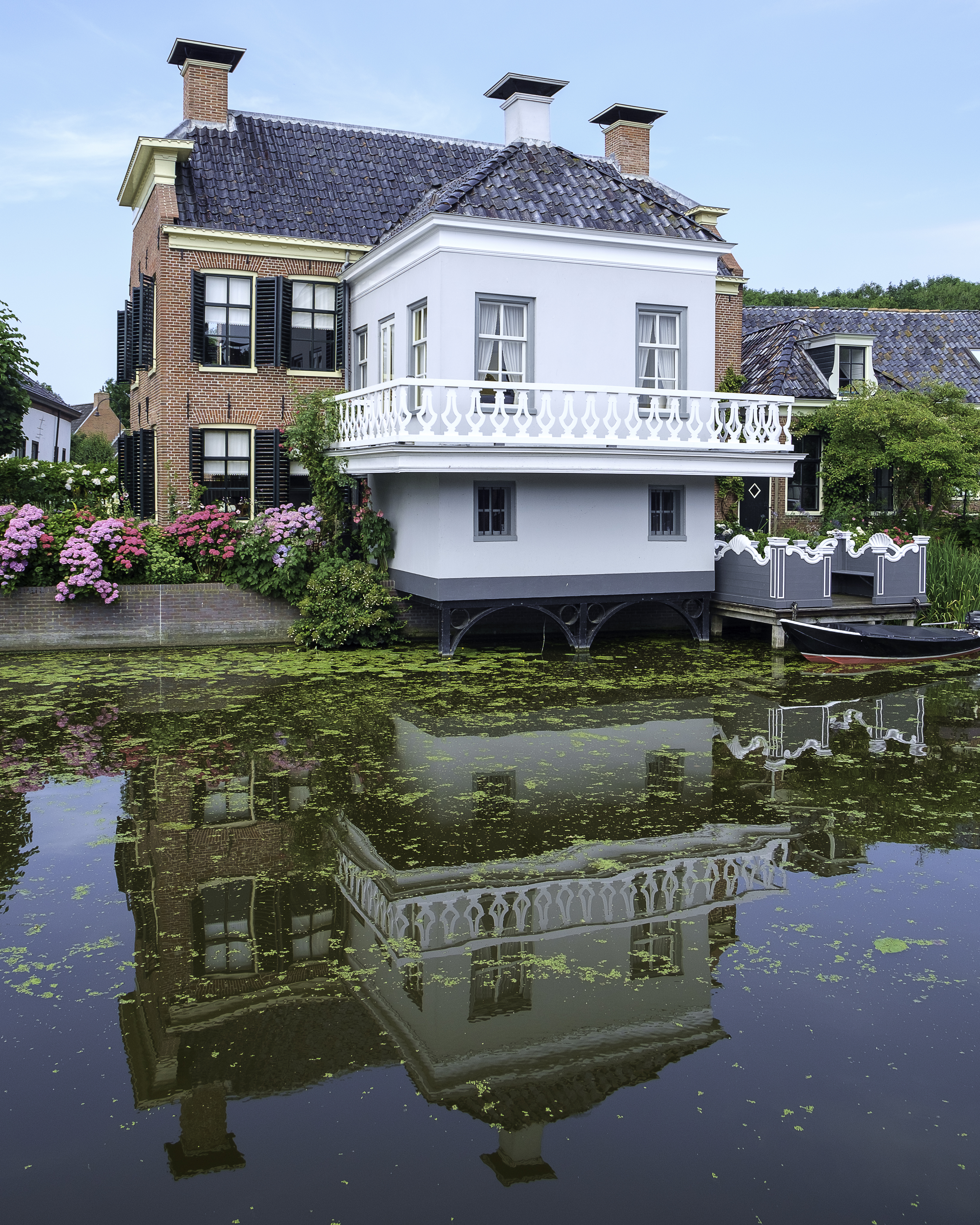
Voormalig kantongerecht met gevangenis boven het Winsumerdiep
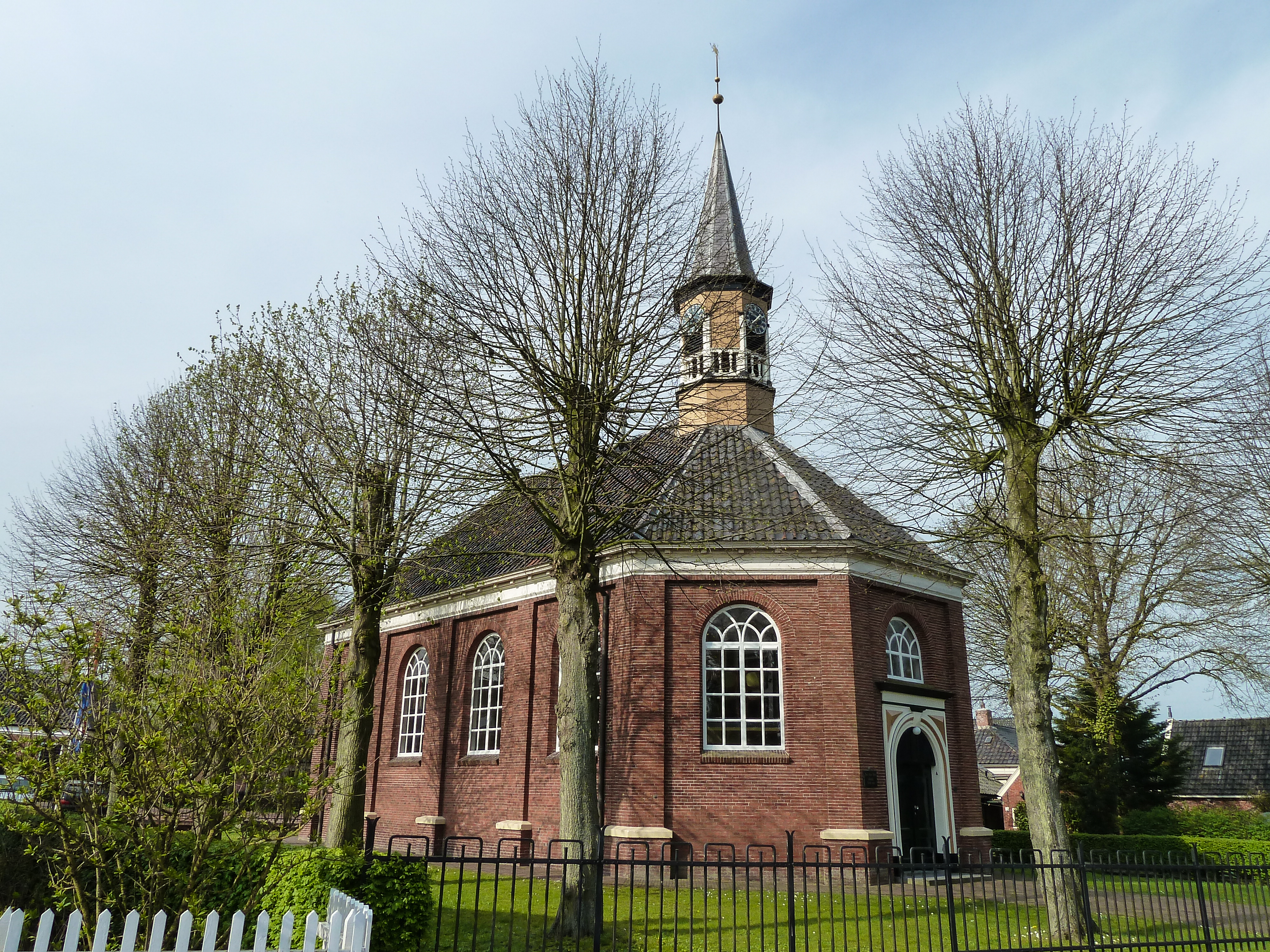
Hervormde kerk uit 1840 met een kerkorgel van 1841 van Gerhard Willem Lohman
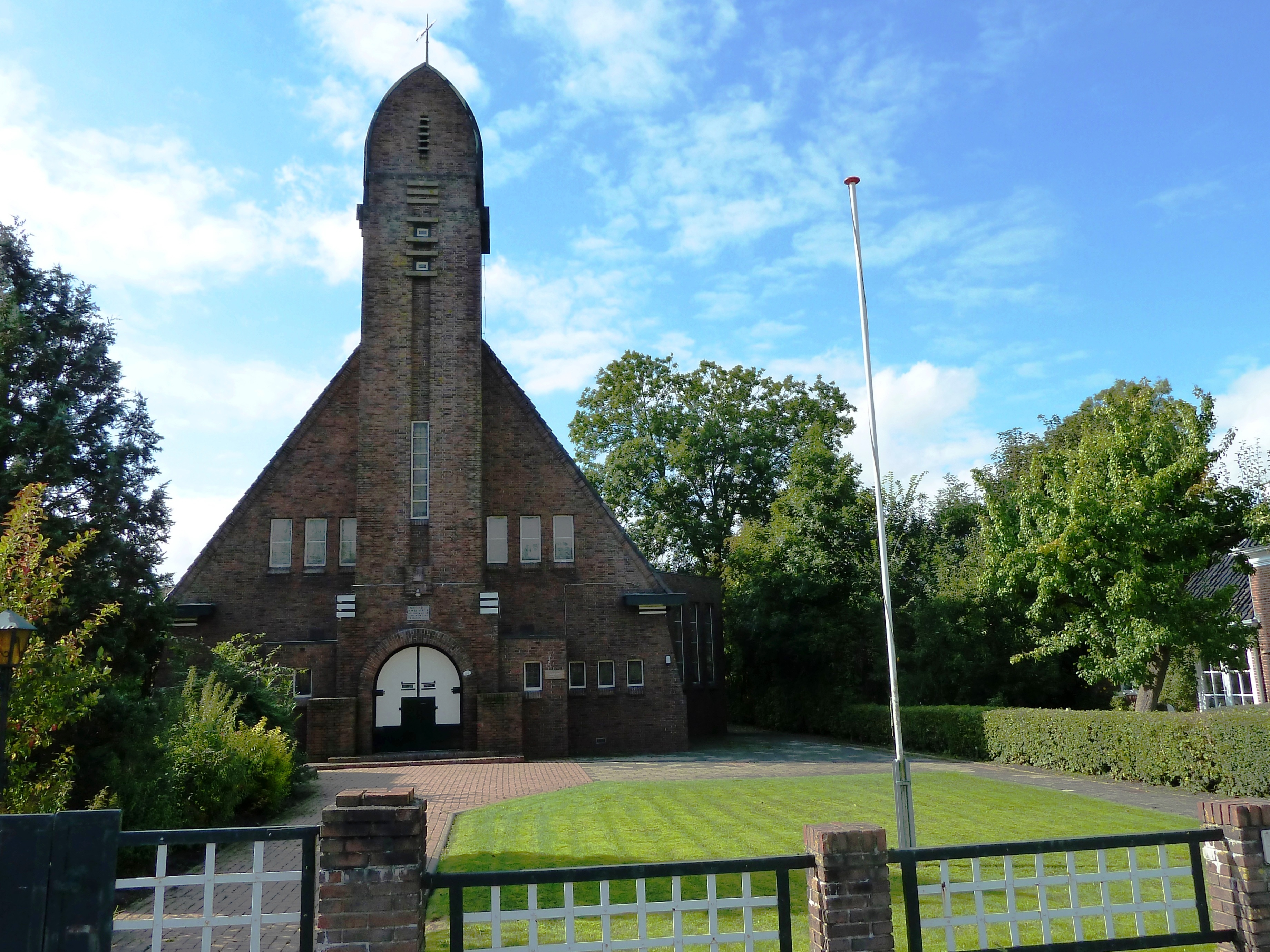
Gereformeerde kerk uit 1932 van A. Wiersema, architect uit de Groninger variant van Amsterdamse School
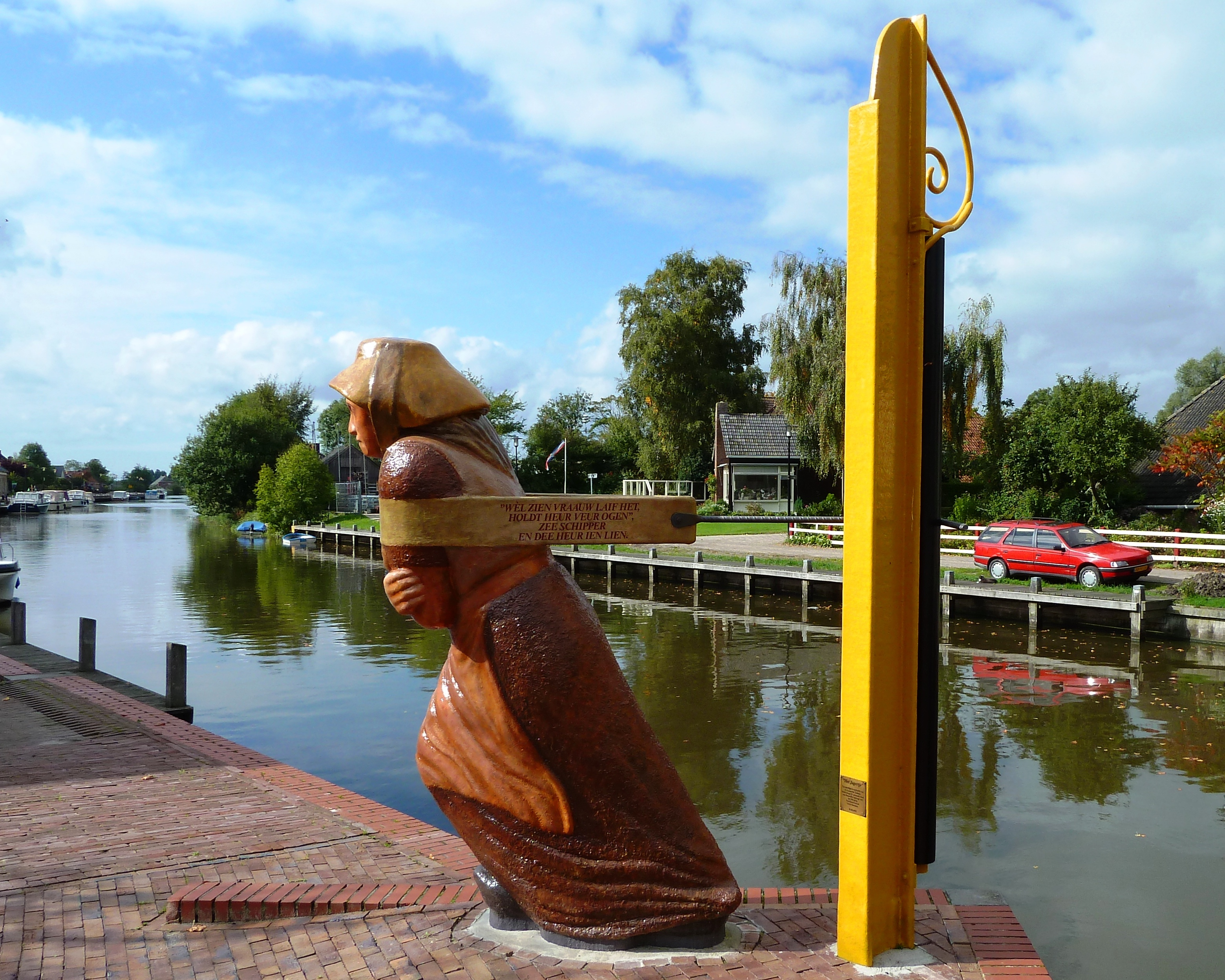
Monument Het Jagertje voor jagende scheepsvrouwen

## Gevelsteen

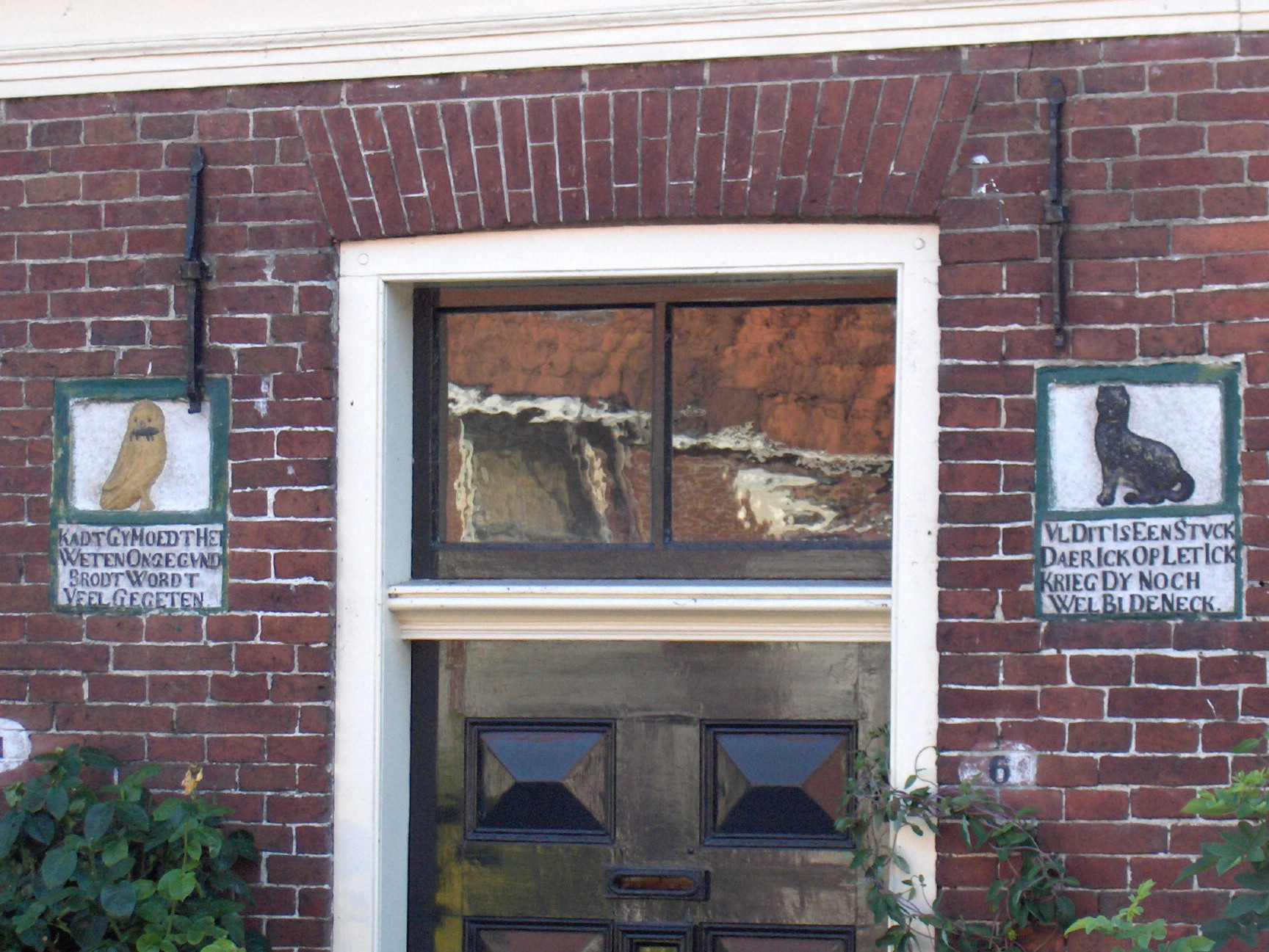
Gevelstenen van Onderdendam

Aan de Warffumerweg is een huis met een dubbele gevelsteen, met daarop het volgende epigram:
Kadt gy moedt het weten
Ongegund brodt wordt veel gegeten
Ul dit is een stuck daer ick op let
Ick krieg dy noch wel bi den neck
De tekst vertelt, dat de uil de muis heeft gevangen die de kat wou, waarop de kat hem meedeelt dat een uil voor hem ook een prooi is.
Dit soort gevelstenen komt vaker voor. Op een inmiddels verdwenen gevelstenen in het Duitse Hinte stond vroeger te lezen:
Ule
Wat deistu mit [myne] spise in din mule?
Katte dat moot je weten
Ungegunt brot wordt het meeste eeten
Een steen met een vergelijkbare tekst is te vinden in Ommen.
O uil gy doet my onregt
De muis is my toe gelegt
Ia kat gy moet weten
Ongegunt brood word meest gegeten
AN[NO] 1766
Het rijmpje kwam in Noord-Duitsland vaker voor. De oudste variant was te lezen op een huis uit 1559 in Emden:
Katte du schalt wetenn
Vorgwnet broedt werdt oik gegeten

## Molens
Even ten noorden van Onderdendam staat de poldermolen De Zilvermeeuw. In het dorp staat de geheel gerestaureerde korenmolen Hunsingo.Ten noorden van het Zijldiep stond de houtzaagmolen 'De Vriendschap', gebouwd omstreeks 1793; deze molen werd na een brand in 1899 vernieuwd en in 1931 gesloopt.

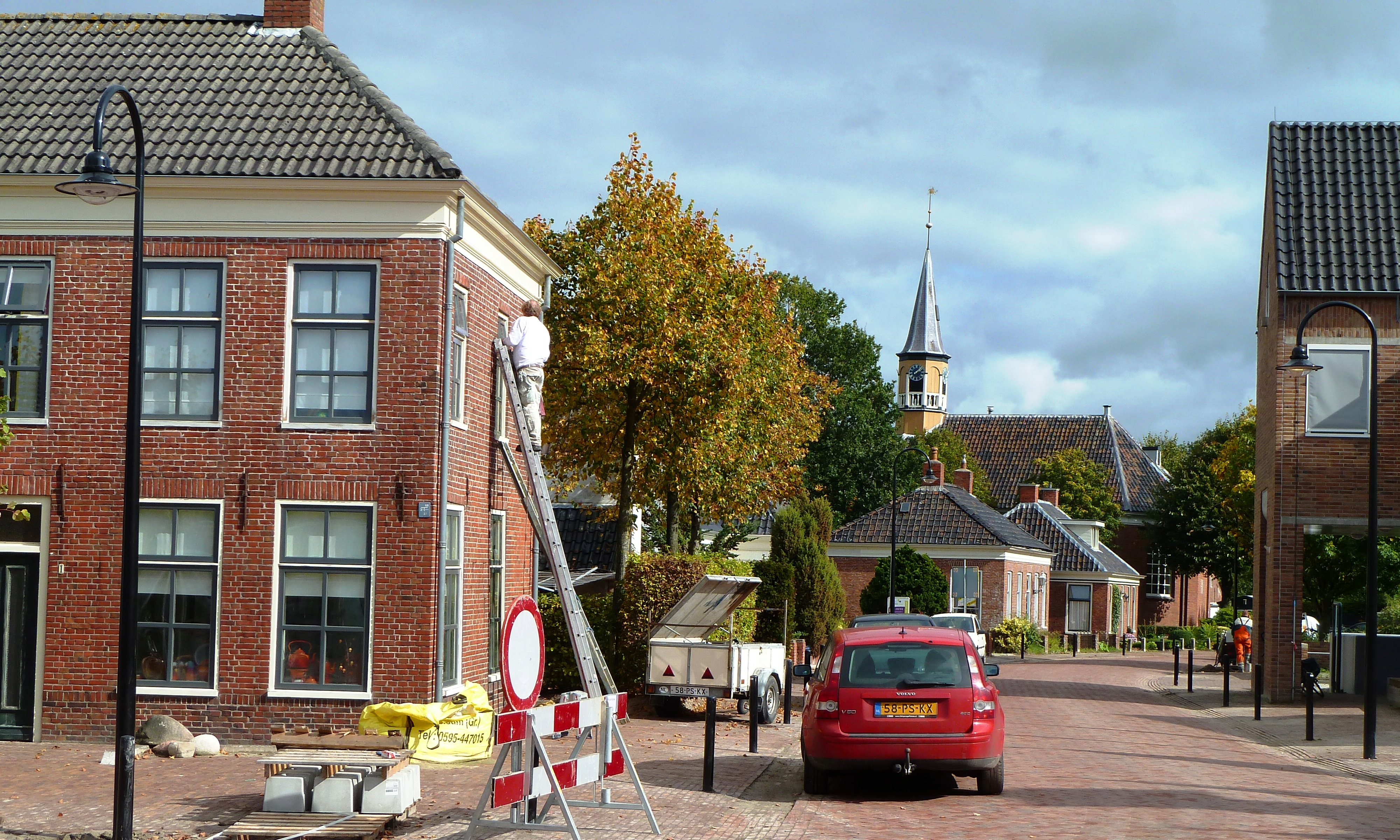
Gezicht op de Bedumerweg
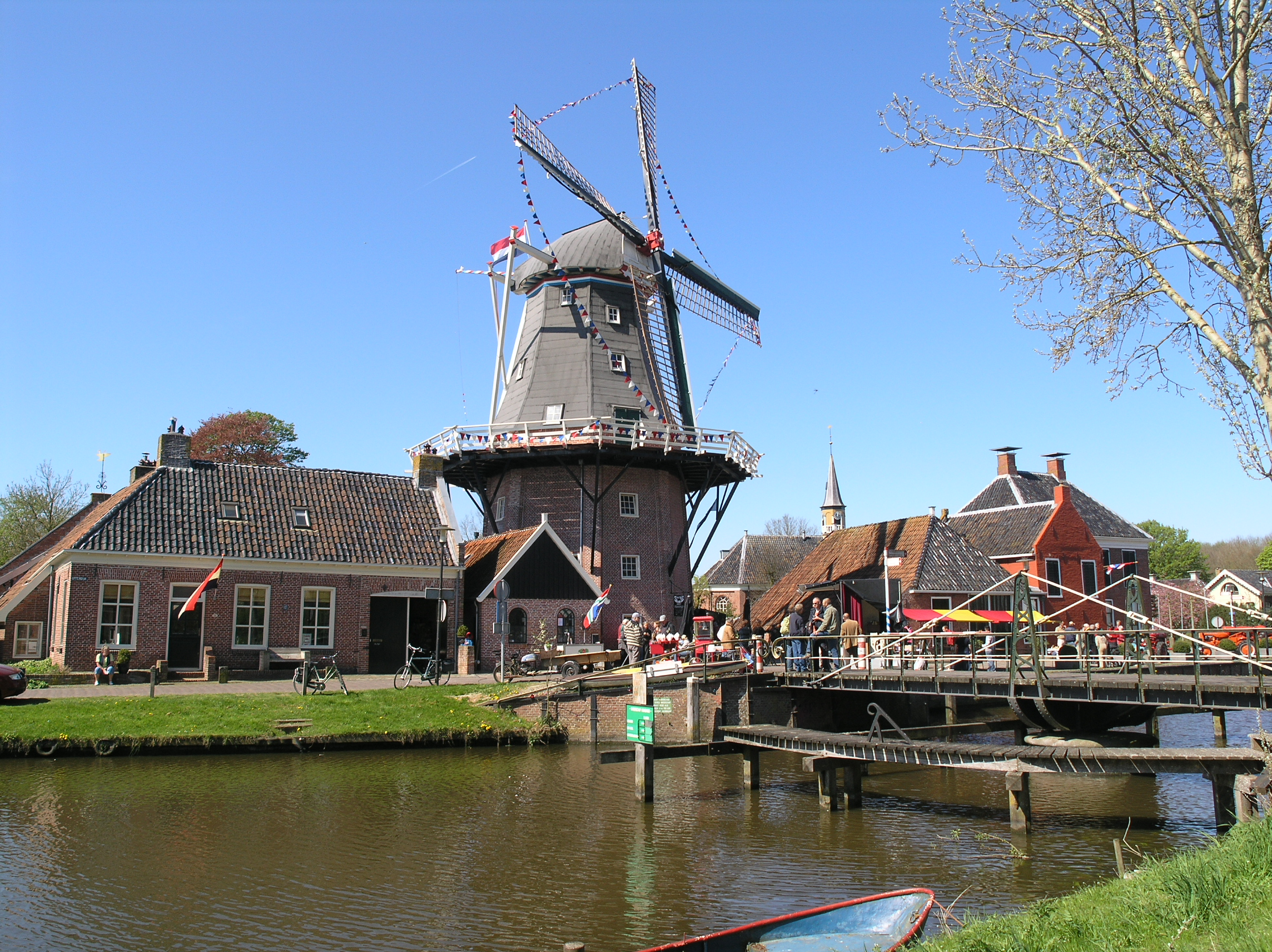
Korenmolen Hunsingo
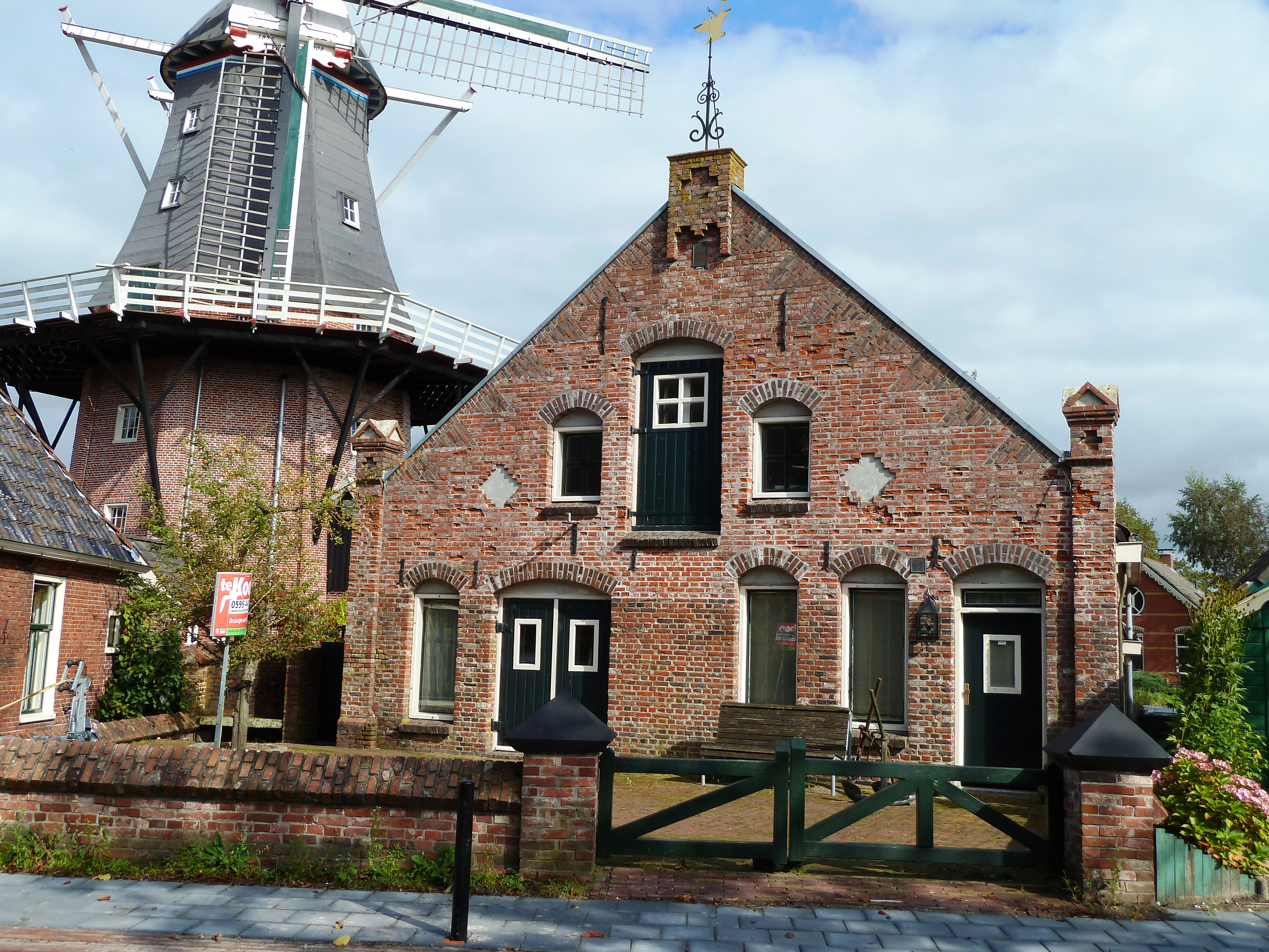
Oude smederij achter de korenmolen

## Geboren
- Antonius Haakma van Roijen (1830-1893), advocaat, burgemeester en ondernemer
- Jan Klootsema (1867-1926), onderwijzer en gestichtspedagoog
- William Moorlag (1960), politicus en vakbondsbestuurder
- Klaas Knot (1967), president van De Nederlandsche Bank